# Petilia Policastro
Petilia   Policastro község (comune) Calabria régiójában, Crotone megyében.

## Fekvése
A megye délnyugati részén fekszik. Határai: Cotronei, Mesoraca és Roccabernarda.

## Története
A települést a kora középkorban alapították a bizánciak, valószínűleg egy korábbi, bruttiusok által lakott település helyén. 1632-ben és 1838-ban is földrengés áldozata lett, újra kellett építeni. 

## Népessége
A népesség számának alakulása:

## Főbb látnivalói
- Palazzo Ferrari
- Palazzo Aquila
- Palazzo Portiglia
- Santa Spina-szentély
- Santa Maria Maggiore-templom
- San Nicola Pontefice-templom
- Santa Maria Assunta-templom
- San Francesco di Paola-templom